# Ховен, Роман Иванович
Роман (Рейнгольд Иоганн) Иванович фон дер Ховен (нем. Reinhold Johann von der Howen; 1775—1861) — генерал-майор, Грузинский гражданский губернатор.

## Биография
Родился под Выборгом, воспитывался в Сухопутном кадетском корпусе, откуда выпущен в 1793 году в Выборгский пехотный полк.
Отличаясь служебными достоинствами как в боевых трудах, так и при исполнении административных обязанностей, Ховен с 1812 по 1817 г. состоял комендантом в Вильне, и 26 ноября 1816 года был награждён орденом св. Георгия 4-й степени (№ 3179 по кавалерскому списку Григоровича — Степанова).
С 1818 по 1829 года Роман Иванович фон дер Ховен занимал должность Грузинского гражданского губернатора, будучи переведён на Кавказ в Грузинский отдельный корпус.
Перевод Ховена на Кавказ, как и назначение губернатором, состоялись по настойчивому требованию А. П. Ермолова (который был дядей Ховена), видевшего в честном и крайне добросовестном Ховене надежный противовес хищениям и противозаконным деяниям тогдашней кавказской гражданской администрации. Надежды Ермолова оправдались вполне: Ховен был его достойным сотрудником по административному устройству края; на нём лежали все заботы по управлению, так как главнокомандующий всецело отдавался делам военным и почти постоянно отсутствовал в Тифлисе. Сам Ермолов в письме к А. А. Закревскому писал о Ховене «Вот достойнейший человек!».
Деятельность Ховена в стране для него новой и далеко ещё не устроенной была чрезвычайно многосложна. Под его председательством особая комиссия составила точный перевод уложения царя Вахтанга V, которое долгое время служило важным руководством для закавказских присутственных мест; немалая заслуга Ховена заключалась и в быстром и толковом водворении и устройстве вюртембергских колонистов, которые в числе 500 семейств, совершенно неожиданно для кавказской администрации, вступили в пределы Кавказа, а также в неустанных заботах его о воспитании и образовании туземного населения в духе русской гражданственности.
Удаление Ермолова, назначение Паскевича, сенаторская ревизия, поставившая себе задачей обличить Ермоловское управление в злоупотреблениях, — все это сделало для Ховена очень затруднительной дальнейшую службу на Кавказе и в 1829 г. он вышел в отставку.
Умер в Санкт-Петербурге 4 мая 1861 г., похоронен на Смоленском евангелическом кладбище.

## Брак и дети
- Елена Романовна (1804-1877), жена генерал-лейтенанта Маврикия Евстафьевича Коцебу
- Роман Романович (1812 ?-1881), с отличием участвовал в Кавказской войне и в 1847 году был награждён орденом Св. Георгия 4-й степени, по смерти отца в 1861 году вышел в отставку в чине генерал-майора.
- Иван Романович (1812—1881), генерал-майор, писатель, историк, этнограф.